# Lama (genre)
Pour les articles homonymes, voir Lama.
Genre
Espèces de rang inférieur
- Lama glama
- Lama guanicoe

Le lama (genre Lama) est un terme générique désignant un grand camélidé de 2,5 m de long, originaire de la cordillère des Andes. Le terme « lama » désigne en lui-même deux espèces de camélidés d'Amérique du Sud :
- une espèce sauvage (guanaco) ;
- une espèce domestiquée (lama).

La forme de la tête est l'un des éléments caractéristiques qui les différencient.

## Espèces
- Lama glama
  - Lama glama glama
  - Lama glama guanicoe

L'alpaga n'est désormais plus considéré comme appartenant au genre lama mais au genre Vicugna depuis une étude montrant que l'alpaga, animal domestique, descend de la vigogne, animal sauvage.

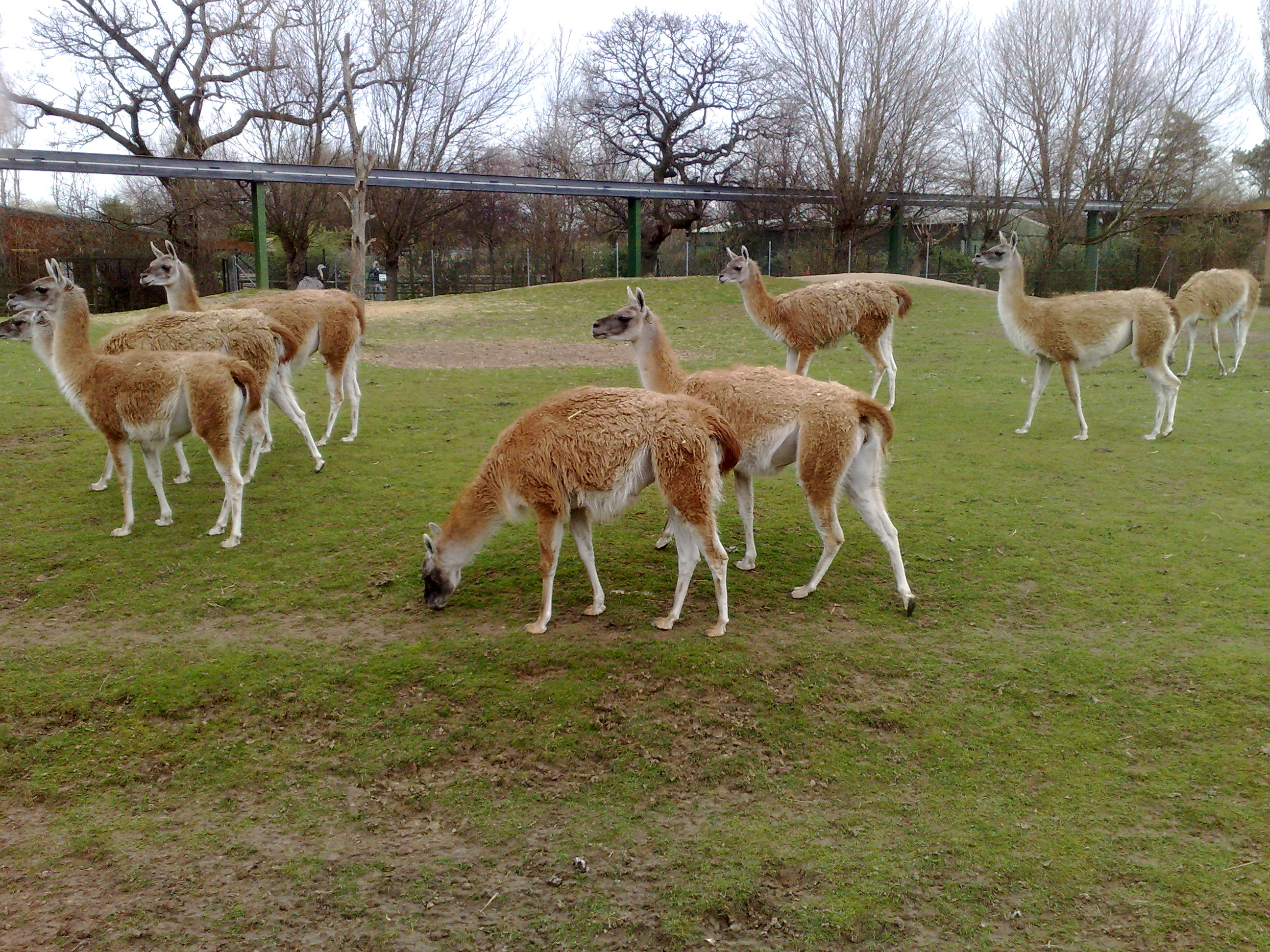
Troupeau de guanacos.
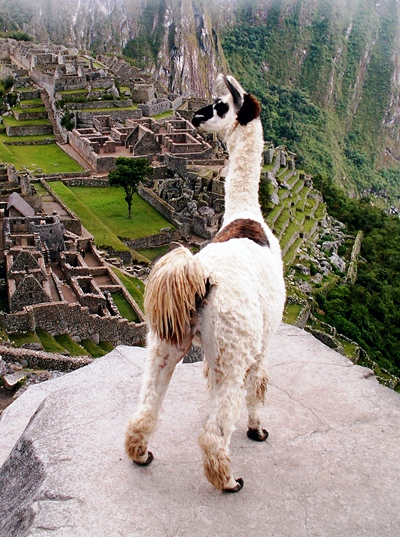
Lama au Machu Picchu (Pérou).
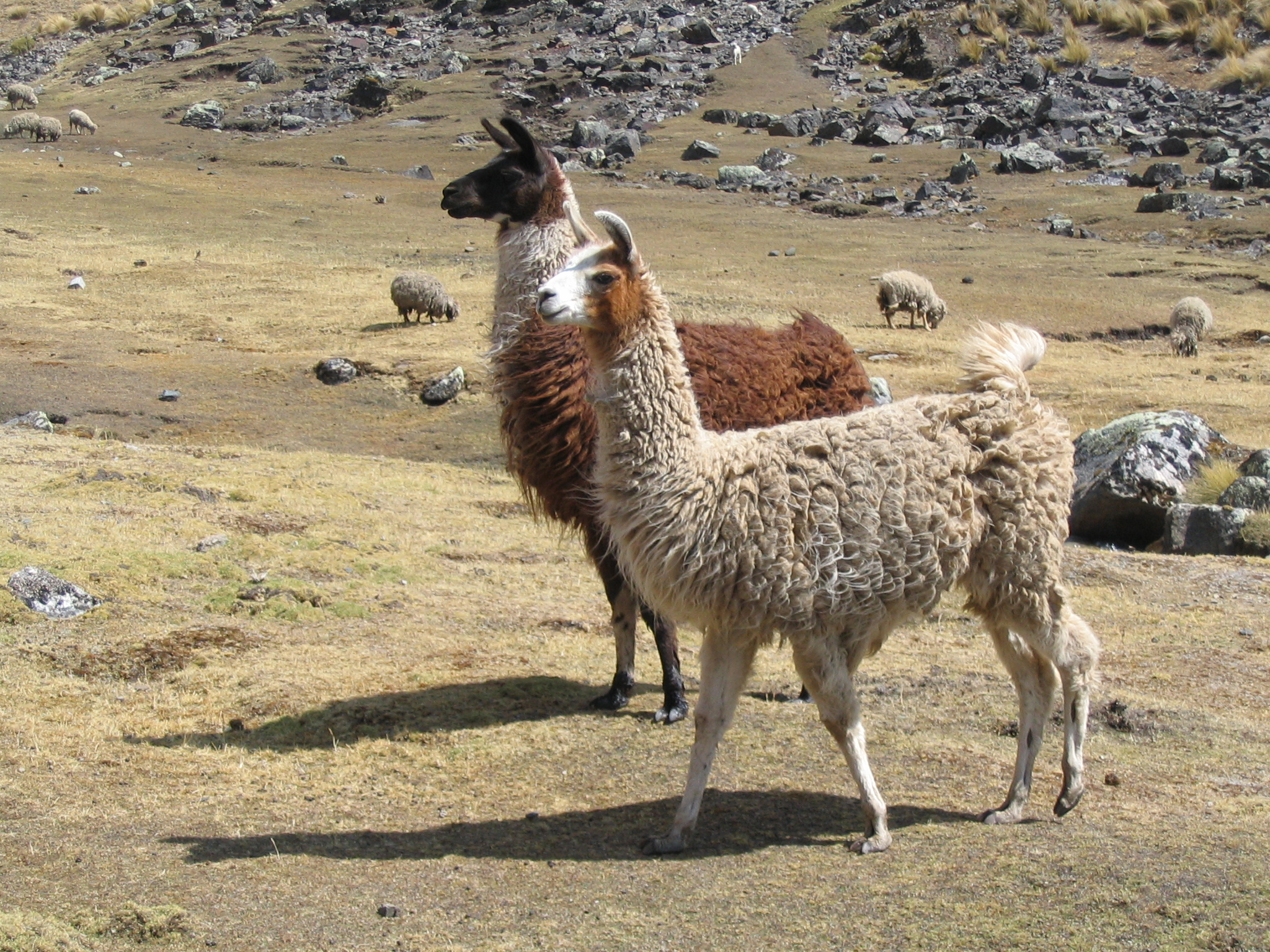
Deux lamas.
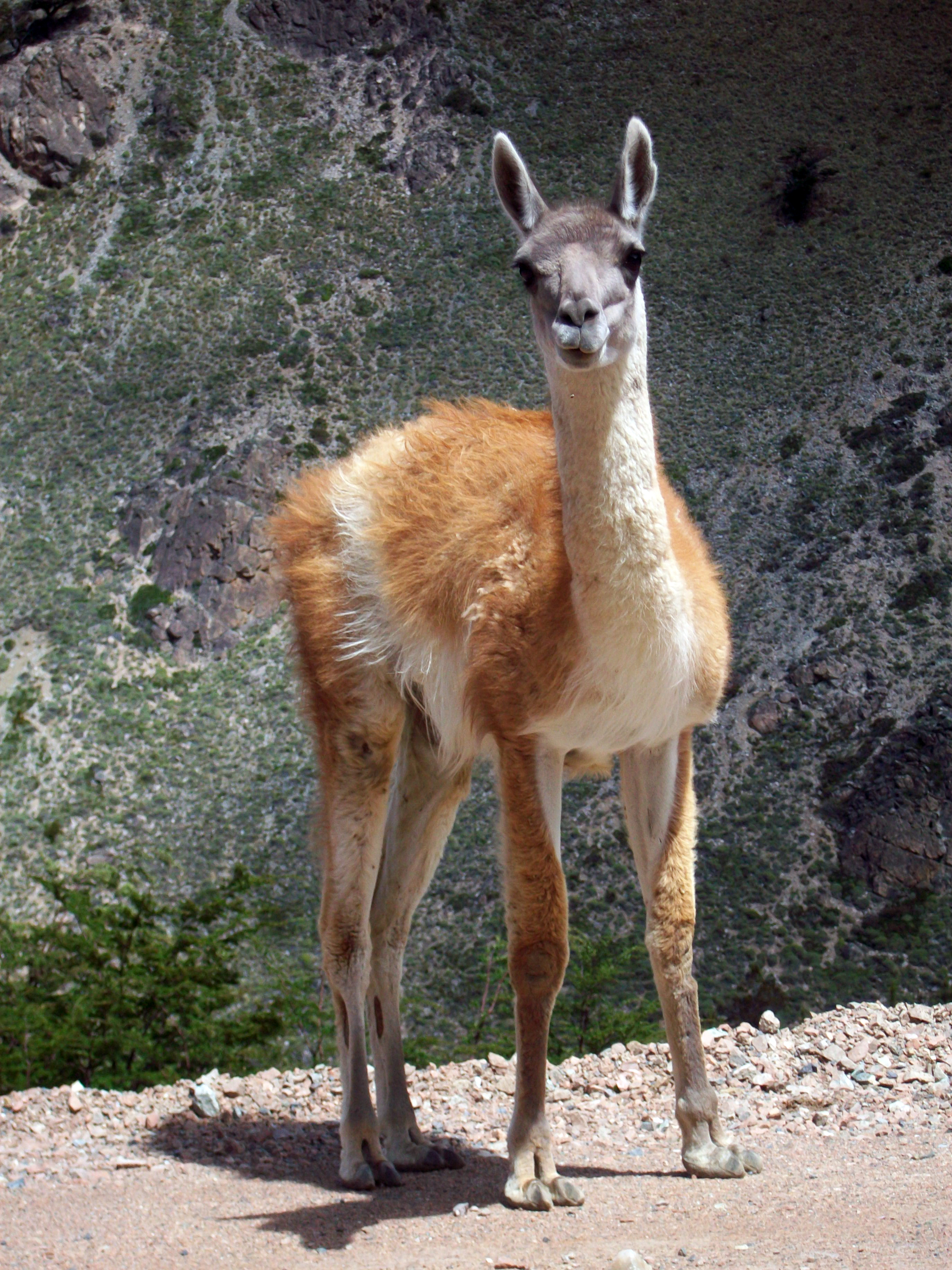
Guanaco en Argentine.
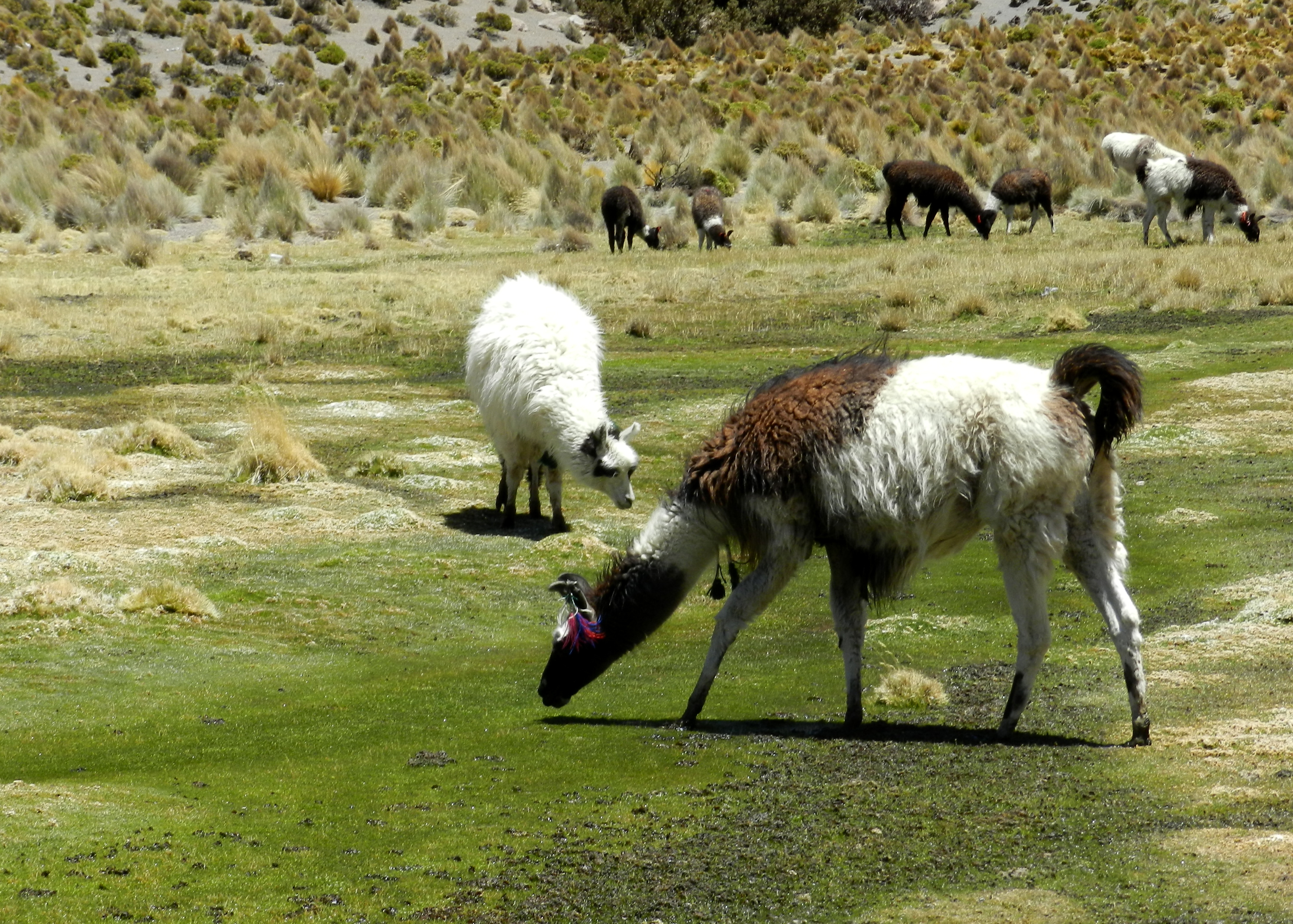
Lamas de la vallée de Junthuma près de Sajama (Bolivie).